# Биогеохимичен цикъл
Биогеохимичните цикли са естествени пътища, по които елементите се придвижват в различни екосистеми. За да оцеее една голяма екосистема, химичните елементи, изграждащи живите клетки, трябва постоянно да се обновяват.